# Romance (Camila Cabello-album)
 For alternative betydninger, se Romance. (Se også artikler, som begynder med Romance)
Romance er det andet studiealbum fra den cubansk-amerikanske sanger og sangskriver Camila Cabello. Den blev udgivet den 6. december 2019 gennem Epic Records og Syco Music. Sangeren indspillede albummet fra november 2018 til oktober 2019.